# Godfrej Bouillonski
Godfrej Bouillonski (francosko Godefroy de Bouillon), flandrijski plemič in vojak, eden od vodij prvega križarskega pohoda, * okoli 1060, Boulogne-sur-Mer, Francija,  † 18. julij 1100, Jeruzalem, Jeruzalemsko kraljestvo.
Bil je drugi sin Evstahija II. Bouillonskega in Ide Lorenske, hčerke Godfreja III., vojvode Spodnje Lorene.
Od leta 1076 je bil fevdni gospod Bouillona, po katerem si je nadel priimek, od leta 1087 pa tudi vojvoda spodnje Lorene. Po osvojitvi Jeruzalema leta 1099 je postal prvi vladar Jeruzalemskega kraljestva, vendar naslova »kralj« ni uporabljal. 

## Mladost
Rojen je bil okoli leta 1060 v Boulogne-sur-Mer v Franciji ali v Baisyju v pokrajini Brabant v današnji Belgiji. V tistem času so bile te pokrajine del Svetega Rimskega cesarstva. Bil je drugi sin Evstahija II. Bouillonskega in Ide Lorenske. Kot drugorojeni sin je imel zaradi pravil dednega prava bolj skromne možnosti za uspeh in bi lahko postal kvečjemu eden od mnogih nižjih plemičev v službi kakšnega večjega zemljiškega gospoda. Imel je srečo, da je Godfrej Grbasti, stric po materini strani, umrl brez potomcev in je za svojega naslednika izbral prav njega. Po njem je nasledil vojvodino Spodnjo Loreno, ki je bila v tistem času zelo pomembna, ker je bila vmesno ozemlje med Francijo in nemškimi deželami. Spodnja Lorena je bila za Nemško kraljestvo in cesarja Svetega Rimskega cesarstva tako pomembna, da se je nemški kralj  in bodoči cesar Henrik IV. (vladal od 1084 do 1105) leta 1076 odločil, da jo bo izročil svojemu sinu, Godfreju pa je  kot preskus njegovih sposobosti in zvestobe prepustil samo Bouillon in Antwerpensko marko. Godfrej je Henriku IV.  zvesto služil in ga podpiral celo takrat, ko se je s papežem Gregorjem VII. bojeval za oblast v Evropi. Godfrej se je skupaj s Henrikom bojeval tudi proti rivalskemu Rudolfu Švabskemu, v Italiji pa mu je pomagal osvojiti Rim.
Godfrej se je ves čas bojeval tudi za oblast na svojih posestih, ki mu jih je Henrik hotel vzeti. Matilda Toskanska, vdova njegovega strica, je zahtevala, da posesti pripadejo njej. Znotraj družine je imel še več drugih sovražnikov, ki so imeli enake zahteve, zato sta mu prišla na pomoč brata Evstahij in Baldvin. Po dolgih bojih in dokazovanju zvestobe kralju Henriku IV. je Godfrej leta 1087 dobil nazaj vojvodino Spodnjo Loreno. Postal je Godfrej V., vojvoda Spodnje Lorene. Godfrej kljub utrditvi položaja niti v Nemškem kraljestvu niti drugje v Evropi ne bi imel velike moči, zato se je odpravil na prvi križarski pohod.

## Prva križarska vojna
Leta 1095 je novi papež Urban II. na podlagi prošnje cesarja vzhodnega cesarstva, Alekseja I. Komnena  pozval na sveto odpravo proti muslimanom, ki so zasedli Jeruzalem, Malo Azijo in druga sveta mesta v Palestini. Križarska mrzlica je zajela celo Evropo, delno zaradi papeževega vpliva, delno pa zato, ker je bila v Evropi množica plemičev, ki so kot drugorojeni in tretjerojeni sinovi, tako kot Godfrej, iskali priložnost izven Evrope. Papež je vsem udeležencem križarske odprave obljubil odpustitev vseh grehov, govorilo pa se je tudi o obširnih ozemljih, ki bi jih bilo treba nazaj vzeti muslimanom. 
Godfrej je dal večino svoje zemlje v najem ali jo prodal škofoma iz Liègea in Verduna. Z izkupičkom je najel več tisoč vitezov za boj v Sveti deželi in se pridružil bratoma Evstahiju in Baldvinu, ki v Evropi ni imel posesti. Godfrej ni bil edini visoki plemič, ki je zbral tako veliko vojsko. Med njimi je bil tudi Rajmond Saint-Gilleski, znan tudi kot Rajmond Touluški. Rajmond je zbral največjo vojsko in je bil s petinpetdesetimi leti  tudi najstarejši in najbrž najbolj znan križarski plemič. Zaradi svoje starosti in slave je pričakoval, da ga bodo izbrali za vodjo celotnega pohoda. Z njim je potoval tudi papežev legat, škof Ademar iz Puya . Med vitezi je bil tudi vročekrvni Bohemond, normanski vitez in ustanovitelj majhnega kraljestva v južni Italiji, za katerega je bil križarski pohod priložnost za širitev njegovega kraljestva. Četrto skupino je vodil Robert Flandrijski. Med križarji ni bilo nobenega kralja.
Križarske vojske so preko Evrope potovale ločeno. Nekatere so šle proti jugovzhodu čez Madžarsko, druge pa iz južne Italije čez Jadransko morje. Godfrej je s svojma bratoma odšel na pot iz Lorene avgusta 1096 na čelu vojske kakšnih 40.000 mož. Kronist Robert Menih je zapisal, da so šli po poti Karla Velikega, kot jo je imenoval papež Urban II. Na Madžarskem je bilo zaradi ropanja nekaj sporov, sicer pa je potovanje potekalo brez večjih težav in križarji so novembra 1096 prišli pred Bizanc. Godfrej je prišel v Bizanc drugi (pred njim je bil Hugo Vermandoiški), za njim pa so v naslednjih nekaj mesecih prišle še ostale vojske. 
Zaradi povsem različnih ciljev križarjev in bizantinskega cesarja je kmalu po njihovem prihodu prišlo do zapletov. Cesar Aleksej I. Komnen je pričakoval, da mu bodo križarji pomagali pregnati Turke Seldžuke in osvojiti nedavno izgubljena ozemlja v Mali Aziji, križarji pa so hoteli ponovno nazaj osvoboditi Sveto deželo, ki je bila v rokah divjih muslimanov. Cesar je na koncu dosegel, da so mu križarji pred odhodom prisegli zvestobo in mu obljubili, da bodo Bizantinskemu cesarstvu vrnili vsa osvojena ozemlja. 
Marca 1097 so se križarji odpravili proti vzhodu. Prva zmaga, ki so jo na malo azijskih tleh izvojevali skupaj z bizantinsko vojsko, je bila ponovna osvojitev Nikeje, mesta v bližini Bizanca, ki so ga nekaj let pred tem osvojili Turki. Godfrejeva vojska je imela v obleganju mesta postransko vlogo, ker je akcijo uspešno vodil Bohemond Tarantski. Križarji so pričakovali, da bodo z osvojitvijo mesta prišli do bogatega plena, s katerim bodo financirali nadaljevanje pohoda, mesto pa se je iz strahu pred križarji po tajnih pogajanjih raje brez boja vdalo Bizantincem. Križarji so imeli tajni dogovor za izdajo, ki je še bolj omajala že tako slabe odnose z Bizantinci. 
Godfrej je tudi v naslednjih bitkah s Turki igral stransko vlogo. Uspešno je sodeloval pri reševanju predhodnice v bitki pri Dorilejumu, ko je skupaj z drugimi plemiči napadel in oplenil tabor turške vojske in pri obleganju Antiohije, ki je po krvavih bojih padla junija 1098. Med obleganjem Antiohije je nekaj plemičev spoznalo, da pohod nima nobenega smisla, in se vrnilo v Evropo. Aleksej I. Komnen je vedel za brezupno stanje pred Antiohijo, vendar ni prišel na pomoč, čeprav je obljubil. Križarji so na njegov umik spet gledali kot na izdajo in sklenili, da prisega zvestobe ne velja več. Križarji so Antiohijo nazadnje le osvojili in Bohemond, ki je vodil odločilni napad,  je mesto zahteval zase. Sledil je turški poskus, da bi križarje pregnali, toda vojska mosulskega atabega Kerboge je pred mestom doživela poraz in se umaknila.
Po zmagi je prišlo v križarski vojski do razdora: škof Ademar, ki je bil velika avtoriteta, je umrl, Bohemond se je odločil, da bo ostal v Antiohiji in utrdil svojo oblast, Baldvinov mlajši brat pa se je odpravil proti vzhodu v Edeso. Večina vojakov je želela nadaljevati pohod na jug proti Jeruzalemu, temu pa so nekateri nasprotovali in zavlačevali odhod. Po nekaj mesecih čakanja je vojska Rajmonda prisilila, da so krenili proti Jeruzalemu, Godfrej pa se mu je pridružil. Med pohodom v Palestino so križarji naleteli na novega sovražnika, vojsko Fatimidov, muslimanov iz severne Afrike, ki je avgusta 1098 zavzela Jeruzalem. 
Križarska vojska je prišla pred Jeruzalem junija 1099 in se s pomočjo oblegovalnih stolpov povzpela na mestno obzidje. Glavni napad je bil 14. in 15. julija 1099. V mesto je čez obzidje najprej prišel Godfrej in nekaj njegovih vitezov. V osvojenem mestu se je začel boj, v katerem so pobili večino Judov in muslimanov, med žrtvami pa so bili tudi kristjani. 
Cilj prve križarske odprave je bil končno dosežen. Po treh letih pohoda in bojev sta bila Sveta dežela in Jeruzalem s Kristusovim grobom ponovno osvobojena izpod jarma "nevernikov".
V osvojenem mestu je bilo treba vzpostaviti vlado, zato je bil 22. julija 1099 v cerkvi Svetega groba posvet. Mesto kralja so najprej ponudili Rajmondu Touluškemu, ki je ponudbo zavrnil. S tem je verjetno hotel pokazati svojo pobožnost, istočasno pa je najbrž upal, da bodo plemiči kljub upiranju izvolili prav njega. Godfrej, ki je po obleganju Antiohije postal bolj priljubljen od Rajmonda, se za svojo pobožnost ni bal, zato je ponudbo, naj postane posvetni vladar, brez oklevanja sprejel. 

## Jeruzalemsko kraljestvo
Zaradi sporov, ki so bili posledica Tankredove prisvojitve Betlehema, je Godfrej zavrnil vladarski naslov »kralj«, ker ni hotel biti kralj v mestu, v katerem  je umrl Kristus. Natančna narava in pomen njegovega vladarskega naslova je še vedno nekoliko sporna. Čeprav se na spločno trdi, da je vzel naslov Advocatus Sancti Sepulchri, se pravi »branilec Svetega groba«, se je naziv uporabljal samo v uradnih listinah, ki jih ni napisal on. Namesto tega naslova je uporabljal bolj nejasen naslov princeps ali preprosto dux, ker je bil vojvoda Spodnje Lorene. Kronist križarskega pohoda Robert Menih je edini, ki trdi, da je Godfrej uporabljal naslov kralj. 
Med svojim kratkim vladanjem je moral Godfrej braniti novo Jeruzalemsko kraljestvo pred Fatimidi iz Egipta. Fatimide je porazil avgusta 1099 v bitki pri Askalonu. Soočal se je tudi z odporom jeruzalemskega patriarha Dagoberta iz Pise, ki je bil Tankredov zaveznik. Čeprav so križarji že skoraj osvojili Askalon, je Godfrej preprečil, da bi si mesto prisvojil Rajmond St.Gilleski in mesto je ostalo še nekaj let v muslimanskih rokah. 
Leta 1100 je bil Godfrej prešibek, da bi lahko razširil ozemlje Jeruzalemskega kraljestva. S svojimi zmagami leta 1099 in vojaškimi pohodi leta 1100 je kljub temu prisilil Akko, Askalon, Arsuf, Jaffo in Cezarejo, da so mu plačevali davke. Medtem so spori z Dagobertom še trajali, vendar je vsebino sporov težko odkriti. Dagobert je verjetno poskušal vrniti Jeruzalem pod papeževo oblast, vendar njegove namere niso povsem jasne. O sporih še največ pove Viljem iz Tira, pa še pri njem naletimo na težave. Viljem je edini, ki pravi, da je Dagobert hotel prisiliti Godfreja, da papežu odstopi Jeruzalem in Jaffo, drugi kronisti, na primer Albert iz Aachna in Ralf iz Caena, pa namigujejo, da sta tako Dagobert kot njegov zaveznik Tankred Godfreju prisegla, da bosta za njegovega naslednika priznala samo enega od njegovih bratov ali enega od njegovih krvnih sorodnikov. Ne glede na to, kakšne načrte je imel Dagobert, se je vsebina prisege izpolnila. Ko je Godfrej umrl, je bil Dagobert v Haifi in ni mogel preprečiti, da ne bi 25. decembra 1100 za novega kralja okronali Godfrejevaga brata Balduina.

## Smrt
»Med obleganjem Akke je Godfreja, vladarja Jeruzalema, zadela puščica in ga ubila«, je zapisal arabski kronist Ibn al-Qualanisi. Krščanski kronisti tega ne omenjajo. Namesto tega Albert iz Aachna in Ekkehard Aurski poročata, da je Godfrej junija 1100 v Cezareji zbolel in umrl. Kasneje so bili prepričani, da ga je zastrupil cezarejski emir, verjetno pa je šlo samo za govorice. Viljem iz Tira tega ne omenja. Govorilo se je tudi, da je pojedel zastrupljeno jabolko. 
Umrl je v Jeruzalemu, potem ko je dolgo trpel zaradi bolezni. 

## Godfrej v leposlovju in legendah
Viljem iz Tira, kronist iz poznega 12. stoletja, je o Godfreju napisal: »Bil je visoke rasti, ne zelo, vendar je bil še vedno višji od povprečnega moža. Bil je neizmerno močan, z močno grajenimi udi in krepkimi prsmi. Njegov izgled je bil prijeten, njegova brada in lasje pa srednje svetli.«
Godfrej je bil prvi jeruzalemski vladar, zato je njegov lik v kasnejših zgodbah močno idealiziran. Opisan je kot vodja križarskih pohodov, jeruzalemski kralj in zakonodajalec, ki je ustanovil jeruzalemsko sodišče. Bil je eden od idealnih vitezov, znanih kot Devet krepostnih. V resnici je bil samo eden od vodij križarskega pohoda, med katerimi so bili tudi Rajmond IV. Touluški, Bohemond Tarantski, Robert Flandrijski, Štefan Bloiški in Baldvin Bouillonjski. Med njimi je bil tudi papeški legat Ademar iz Puya, Godfrejem mlajši brat Baldvin I. Jeruzalemski, ki je bil njegov naslednik in prvi naslovni kralj Jeruzalemskega kraljestva, porotna sodišča pa so bila rezultat postopnega razvoja. 
Godfrejevo vlogo v križarskem pohodu sta, med drugimi, opisala Albert iz Aachna, anonimni avtor Geste Francorum in Rajmond Aguilerski. V leposlovju je bil Godfrej junak številnih chansons de geste v ciklu »Križarski pohod«. Ciklus je njegove naslednike povezal v legendo o Labodjem vitezu, ki je danes najbolj znana kot osnovna pripoved Wagnerjeve opere Lohengrin. 
Viljem iz Tira, ki je živel v 12. stoletju, ko je bil Godfrej že legenda, je bil prepričan, da je bil Godfrej izjemno močan. V Kilikiji naj bi se v rokoborbi spopadel celo z medvedom in ga premagal. V drugi zgodbi je z enim zamahom z mečem obglavil kamelo. 
Torquato Tasso je iz Godfreja naredil junaka v pesnitvi Gerusalemme Liberata (Osvobojeni Jeruzalem).
Dante Alighieri ga je v svoji Božanski komediji skupaj z drugimi »bojevniki za vero« postavil v Marsova nebesa.
V Händlovi  prvi operi Rinaldo (1711) je Godfrej prikazan kot Goffredo.
24. avgusta 1848 so sredi Kraljevega trga v Bruslju (Belgija) postavili spomenik Godfreja Bouillonskega na konju. Kip je izdelal Eugène Simonis.
Godfrej je igral ključno vlogo v psevdozgodovinskih teorijah v knigah Sveta kri in sveti gral in Da Vincijeva šifra. 
Leta 2005 je v valonski inačici seznama največjih Belgijcev (De Grootste Belg) zasedel 17. mesto.
Godfrej igra zudi ključno vlogo v knjigi Železna sulica Stephena Lawheada.